# Minatamis na saging
 (avril 2019).
Minatamis na saging (littéralement « banane sucrée ») est un dessert philippin à base de banane saba (en) cuite dans un sirop sucré (arnibal) à base de sucre muscovado et d'eau. Certaines recettes ajoutent également un peu de sel et d'extrait de vanille. Il peut être consommé seul ou ajouté comme ingrédient à d'autres desserts (notamment pour le halo-halo). L'ajout de lait et de glace pilée au dessert permet également d'obtenir un autre dessert appelé saba con yelo (également écrit saba con hielo),.